# 에버라스트 (권투)
에버라스트(Everlast)는 1910년 창업한 미국의 권투 및 피트니스 브랜드이다.